# أبو الحسن الزهراوي
أبو الحسن علي بن سليمان الزهراوي: كان عالمًا بالهندسة والعدد والطب بالأندلس، وهو غير الزهراوي الطبيب المشهور صاحب كتاب التصريف، فذاك اسمه خلف بن عباس. كذا في بغية الملتمس للضبّي. كما كان من أهل العلم والتفسير والقراءات والفرائض له: المعاملات على طريق البرهان والزهراوي في الطب وكتاب كبير في تفسير القرآن. وكان إمام الجامع الكبير بغرناطة والخطيب به وحج ورجع إلى غرناطة.
توفي سنة 431 هـ.